# Baktun

Simbolo del Baktun

Il b'ak'tun è un ciclo del calendario maya, pari a un periodo di 144.000 giorni (equivalente a 394 anni circa). Ogni b'ak'tun è formato da venti k'atun (periodi di circa 20 anni). La cronologia mesoamericana dei Maya si verificò durante l'ottavo e nono baktun dell'attuale ciclo calendariale. Il quattordicesimo baktun iniziò il 21 dicembre 2012 alle 13.0.0.0.0 secondo il Conto Lungo. Il termine b'ak'tun, che rispecchia il sistema vigesimale utilizzato dai maya, è di creazione moderna; si compone delle parole maya b'ak (quattrocento) e tun (anno).
L'archeologo inglese J. Eric S. Thompson dichiarò che fosse sbagliato dire che una data del Conto Lungo, come ad esempio: "9.15.10.0.0 corrisponde al 9° baktun", analogo agli anni d.C. 209 come per II secolo. Anche se, la pratica è consolidata tra gli epigrafi maya e alcuni studiosi della cultura maya, cambiare il metodo causerebbe più danni della sua perpetuazione. La pratica corrente si riferisce all'attuale baktun come "baktun 13" oppure "tredicesimo baktun" nonostante in realtà siamo nel 14º baktun. In alternativa, per evitare questa ambiguità è possibile indicare il primo baktun come zero.